# Alive in an Ultra World
Alive in an Ultra World live album je gitariste Steve Vaia snimljen tijekom svjetske turneje The Ultra Zone 2000.g. a izašao je 2001.g. Svaka pjesma na albumu odsvirana je u drugom gradu koji su posjetili tijekom turneje. Inače ove skladbe se ne mogu naći na njegovim prethodnim albumima ("Whispering a Prayer" može se naći na CD-u s G3 turneje Rockin' in the Free World).
Album je izdan kao dvostruki CD. Na prvom CD-u nalazi se 8, a na drugom 7 skladbi.

## Popis pjesama

### CD 1
1. "Giant Balls of Gold"  – 4:45  (Pjesma iz Poljske)
2. "Burning Rain"  – 4:50   (Pjesma iz Japana)
3. "The Black Forest"  – 6:38  (Pjesma iz Njemačke)
4. "Alive in an Ultra World"  – 3:53   (Pjesma iz Slovenije)
5. "Devil's Food"  – 10:09   (Pjesma iz Nizozemske)
6. "Blood and Glory"  – 4:53   (Pjesma iz Velike Britanije)
7. "Whispering a Prayer"  – 8:45   (Pjesma iz Irske)
8. "Iberian Jewel"  – 4:38   (Pjesma iz Španjolske)

### CD 2
1. "The Power Of Bombos"  – 5:04   (Pjesma iz Grčke)
2. "Incantation"  – 8:53   (Pjesma iz Bugarske)
3. "Light of the Moon"– 5:47   (Pjesma iz Australije)
4. "Babushka"  – 6:42   (Pjesma iz Rumunjske)
5. "Being With You (In Paris)"  – 6:24   (Pjesma iz Francuske)
6. "Principessa"  – 5:51   (Pjesma iz Italije)
7. "Brandos Costumes (Gentle Ways)"  – 6:04   (Pjesma iz Portugala)
8. "Maple Leaf" – 2:28 (Pjesma iz Kanade) (Bonus pjesma na japanskom izdanju)